# آرتی عربی
آر تی عربی با نام سابق روسیا الیوم (برگردان: امروز روسیه) (به عربی: روسيا اليوم) نام یک شبکهٔ خبری عرب‌زبان است که از مسکو، روسیه کنترل می‌شود، این شبکه در تاریخ ۴ مه ۲۰۰۷ ساعت ۰۷:۰۰ (به‌وقت مسکو) تأسیس شد. این کانال متعلق به ریانووستی است و همانند راشا تودی، کانال انگلیسی‌زبان مشابه طیف وسیعی از حوادث جهان از دیدگاه روسیه و خصوصیات فرهنگی روسیه را به نمایش می‌گذارد، ریانووستی ابتدا اکرم خوزم که رئیس سابق دفتر شبکهٔ خبری الجزیره در مسکو بود را به سمت ریاست روسیا الیوم منصوب کند، اما بعد ریانووستی تصمیم گرفت تا به سوریه بازگردند و پروژه‌ی جدید را آغاز کنند، در حال حاضر سردبیر روسیا الیوم اِیدار آجانین است.

## شبکه‌های رقیب
- الجزیره
- العربیه
- بی‌بی‌سی عربی
- الحره